# عبد الوهاب البدري
عبد الوهاب حسن أحمد البدري (1877 - 1954) (1294 - 1374 هـ) عالم مسلم وشاعر عراقي. ولد في مدينة سامراء، ونشأ فيها، فقرأ القران وأجاد الخط. ثم دخل المدرسة العلمية الدينيّة في سامراء، ثمّ تابع دروسه في بغداد. عيّن مدرّسًا في سامراء، وكان له مع ذلك نشاط أدبي واسع. له ديوان شعر كبير مخطوط والمعاني والبديع والبيان ودحض آراء إيساغوجي في علم المنطق. توفي في مسقط رأسه.

## سيرته
ولد عبد الوهاب بن حسن بن أحمد بن مرعي البدري السامرائي في مدينة سامراء سنة 1877م/ 1294 هـ أو يقال 1885م/ 1275 هـ ونشأ بها. قرأ القرآن وتعلم الكتابة وأجاد الخط في العقد الأول من عمره، مما أهله لدخول المدرسة العلمية الدينية في مسقط رأسه، فدرس علوم العربية وقرأ الفقه والتفسير والحديث والمنطق على علماء مدينته أمثال: محمد سعيد النقشبندي، وقاسم الغواص، وعباس حلمي القصاب، ثم رحل إلى بغداد طلبًا للعلم، فدرس على يد عبد الوهاب النائب وغيره، وقد نال عددًا من الإجازات العلمية. عمل معلمًا في المدرسة العلمية بمدينة سامراء 1900. أول مجلس ادبي عقد في سامراء في القرن العشرين كان في داره.
توفي في سامراء سنة 1374 هـ/ 1954 م.

## شعره
شعره، معظمه في المناسبات الدينية والمدح والرثاء، تميل قصائده إلى الطول، "مع المحافظة على تراكيب وأخيلة الشعر العربي القديم"، شارك بشعره في تأبين شعراء عصره خاصة الكبار منهم كالشاعر معروف الرصافي، ووزير الأوقاف محمد أمين عالي باش أعيان، وغيرهم. وله ديوان كبير مخطوط.

## مؤلفاته
- المعاني والبديع والبيان
- دحض آراء إيساغوجي في علم المنطق
- ديوان شعر